# Łyżwiarstwo szybkie na Zimowych Igrzyskach Olimpijskich 1956
Zawody w łyżwiarstwie szybkim na Zimowych Igrzyskach Olimpijskich 1956 odbywały się w dniach 28 – 31 stycznia 1956 roku, rywalizowali wyłącznie mężczyźni. Zawodnicy walczyli w czterech konkurencjach: na 500 m, 1500 m, 5000 m, 10 000 m. Łącznie rozdane zostały zatem cztery komplety medali. Zawody odbywały się na torze lodowym zrobionym na jeziorze Misurina.

## Terminarz
| Data             | Miejscowość       | Konkurencja       | Złoto                             | Srebro           | Brąz              |
| ---------------- | ----------------- | ----------------- | --------------------------------- | ---------------- | ----------------- |
| 28 stycznia 1956 | Cortina d’Ampezzo | 500 m mężczyzn    | Jewgienij Griszyn                 | Rafael Gracz     | Alv Gjestvang     |
| 29 stycznia 1956 | Cortina d’Ampezzo | 5000 m mężczyzn   | Boris Szyłkow                     | Sigvard Ericsson | Oleg Gonczarienko |
| 30 stycznia 1956 | Cortina d’Ampezzo | 1500 m mężczyzn   | Jewgienij Griszyn Jurij Michajłow |                  | Toivo Salonen     |
| 31 stycznia 1956 | Cortina d’Ampezzo | 10 000 m mężczyzn | Sigvard Ericsson                  | Knut Johannesen  | Oleg Gonczarienko |

## Mężczyźni

### 500 m
| Miejsce | Państwo           | Zawodnik          | Czas | Strata |
| ------- | ----------------- | ----------------- | ---- | ------ |
|         | ZSRR              | Jewgienij Griszyn | 40.2 | WR     |
|         | ZSRR              | Rafael Gracz      | 40.8 | +0.7   |
|         | Norwegia          | Alv Gjestvang     | 41.0 | +0.8   |
| 4.      | ZSRR              | Jurij Siergiejew  | 41.1 | +0.9   |
| 5.      | Finlandia         | Toivo Salonen     | 41.7 | +1.5   |
| 6.      | Stany Zjednoczone | William Carow     | 41.8 | +1.6   |
| 7.      | Australia         | Colin Hickey      | 41.9 | +1.7   |
|         | Szwecja           | Bengt Malmsten    | 41.9 | +1.7   |
| 9.      | Finlandia         | Matti Hamberg     | 42.2 | +2.0   |
|         | Finlandia         | Juhani Järvinen   | 42.2 | +2.0   |

Data: 28 stycznia 1956

### 1500 m
| Miejsce | Państwo   | Zawodnik          | Czas   | Strata |
| ------- | --------- | ----------------- | ------ | ------ |
|         | ZSRR      | Jewgienij Griszyn | 2:08.6 | WR     |
|         | ZSRR      | Jurij Michajłow   | 2:08.6 | WR     |
|         | Finlandia | Toivo Salonen     | 2:09.4 | +0.8   |
| 4.      | Finlandia | Juhani Järvinen   | 2:09.7 | +1.1   |
| 5.      | ZSRR      | Robiert Mierkułow | 2:10.3 | +1.7   |
| 6.      | Szwecja   | Sigvard Ericsson  | 2:11.0 | +2.4   |
| 7.      | Australia | Colin Hickey      | 2:11.8 | +3.2   |
| 8.      | ZSRR      | Boris Szyłkow     | 2:11.9 | +3.3   |
| 9.      | Norwegia  | Knut Johannesen   | 2:12.2 | +3.6   |
| 10.     | Norwegia  | Roald Aas         | 2:12.9 | +4.3   |

Data: 30 stycznia 1956

### 5000 m
| Miejsce | Państwo  | Zawodnik           | Czas   | Strata |
| ------- | -------- | ------------------ | ------ | ------ |
|         | ZSRR     | Boris Szyłkow      | 7:48.7 | OR     |
|         | Szwecja  | Sigvard Ericsson   | 7:56.7 | +8.0   |
|         | ZSRR     | Oleg Gonczarienko  | 7:57.5 | +8.8   |
| 4.      | Holandia | Kees Broekman      | 8:00.2 | +11.5  |
|         | Holandia | Wim de Graaff      | 8:00.2 | +11.5  |
| 6.      | Norwegia | Roald Aas          | 8:01.6 | +12.9  |
| 7.      | Szwecja  | Sven Dahlberg      | 8:01.8 | +13.1  |
| 8.      | Norwegia | Knut Johannesen    | 8:02.3 | +13.6  |
| 9.      | Niemcy   | Helmut Kuhnert     | 8:04.8 | +16.1  |
| 10.     | Norwegia | Torstein Seiersten | 8:06.4 | +17.7  |

Data: 29 stycznia 1956

### 10 000 m
| Miejsce | Państwo  | Zawodnik          | Czas    | Strata |
| ------- | -------- | ----------------- | ------- | ------ |
|         | Szwecja  | Sigvard Ericsson  | 16:35.9 | OR     |
|         | Norwegia | Knut Johannesen   | 16:36.9 | +1.0   |
|         | ZSRR     | Oleg Gonczarienko | 16:42.3 | +6.4   |
| 4.      | Norwegia | Sverre Haugli     | 16:48.7 | +12.8  |
| 5.      | Holandia | Kees Broekman     | 16:51.2 | +15.3  |
| 6.      | Norwegia | Hjalmar Andersen  | 16:52.6 | +16.7  |
| 7.      | ZSRR     | Boris Jakimow     | 16:59.7 | +23.8  |
| 8.      | Szwecja  | Sven Dahlberg     | 17:01.3 | +25.4  |
| 9.      | ZSRR     | Boris Cybin       | 17:03.4 | +27.5  |
| 10.     | Niemcy   | Helmut Kuhnert    | 17:04.6 | +28.7  |

Data: 31 stycznia 1956

## Tabela medalowa
| Lp. | Kraj      | złoto | srebro | brąz | razem |
| --- | --------- | ----- | ------ | ---- | ----- |
| 1   | ZSRR      | 4     | 1      | 2    | 7     |
| 2   | Szwecja   | 1     | 1      | 0    | 2     |
| 3   | Norwegia  | 0     | 1      | 1    | 2     |
| 4   | Finlandia | 0     | 0      | 1    | 1     |